# Герб комуни Транему
Герб комуни Транему (швед. Tranemo kommunvapen) — символ шведської адміністративно-територіальної одиниці місцевого самоврядування комуни Транему. 

## Історія
Герб комуни отримав королівське затвердження 1973 року. Його офіційно зареєстровано 1974 року.

## Опис (блазон)
У зеленому полі срібний журавель з червоною головою тримає в правій лапі опущену додолу срібну склодувну трубку з червоною краплею скла.

## Зміст
Журавель є називним символом і вказує на назву міста (швед. trana= журавель). Склодувна трубка символізує виробництво скла.     